# Machivka
Machivka (ukrainien : Машівка, russe : Машевка) est une commune urbaine de l'oblast de Poltava, en Ukraine. Elle compte 3 656 habitants en 2021.